# Kungshamn
Kungshamn ist eine Ortschaft (tätort) in der schwedischen Provinz Västra Götalands län und der historischen Provinz (landskap) Bohuslän. Der Ort liegt auf einer Halbinsel an der schwedischen Westküste und ist seit 1970 durch eine Brücke mit Smögen verbunden. Kungshamn ist das Verwaltungszentrum der Gemeinde Sotenäs.

## Geschichte
Im 16. Jahrhundert, als die ersten großen Heringsschwärme den Skagerrak erreichten, gehörte die Gegend zu Norwegen, und die ersten Fischer ließen sich im Gebiet des heutigen Ortes nieder. Beständige Gebäude entstanden aber erst während der Heringsschwemme im 18. Jahrhundert. Der Name Kungshamn tauchte erstmals im 17. Jahrhundert auf einer Seekarte auf und bezeichnete einen Ankerplatz, der heute zwischen dem Ort und Smögen liegt. Zwischen 1772 und 1963 war Kungshamn die Bezeichnung einer christlichen Gemeinde für die umliegenden Siedlungen. Im Jahr 1900 vereinigten sich die Siedlungen Gravarne und Bäckevik zu einem Flecken (Municipalsamhälle) und der Ort Fisketången erhielt denselben Status. Als die Municipalsamhällen 1952 abgeschafft wurden, kam es zur Zusammenlegung unter dem Namen Kungshamn, das gleichzeitig Hauptort der Gemeinde wurde.
In den 1970er Jahren wurde das Zentrum des Ortes grundlegend umgestaltet. Der Hafen wurde teilweise aufgefüllt, Fischerbaracken abgerissen und große Häuser errichtet, die heute Geschäfte beherbergen.

## Wirtschaft
In Kungshamn befindet sich das Gemeindehaus, in dem alle amtlichen Arbeiten der Gemeinde ausgeführt werden. Ein Großteil der Bevölkerung pendelt täglich in die Gemeinden Lysekil und Uddevalla zur Arbeit, aber es gibt auch viele Personen aus den genannten Gemeinden, die bei den Unternehmen von Kungshamn arbeiten.

### Fischerei

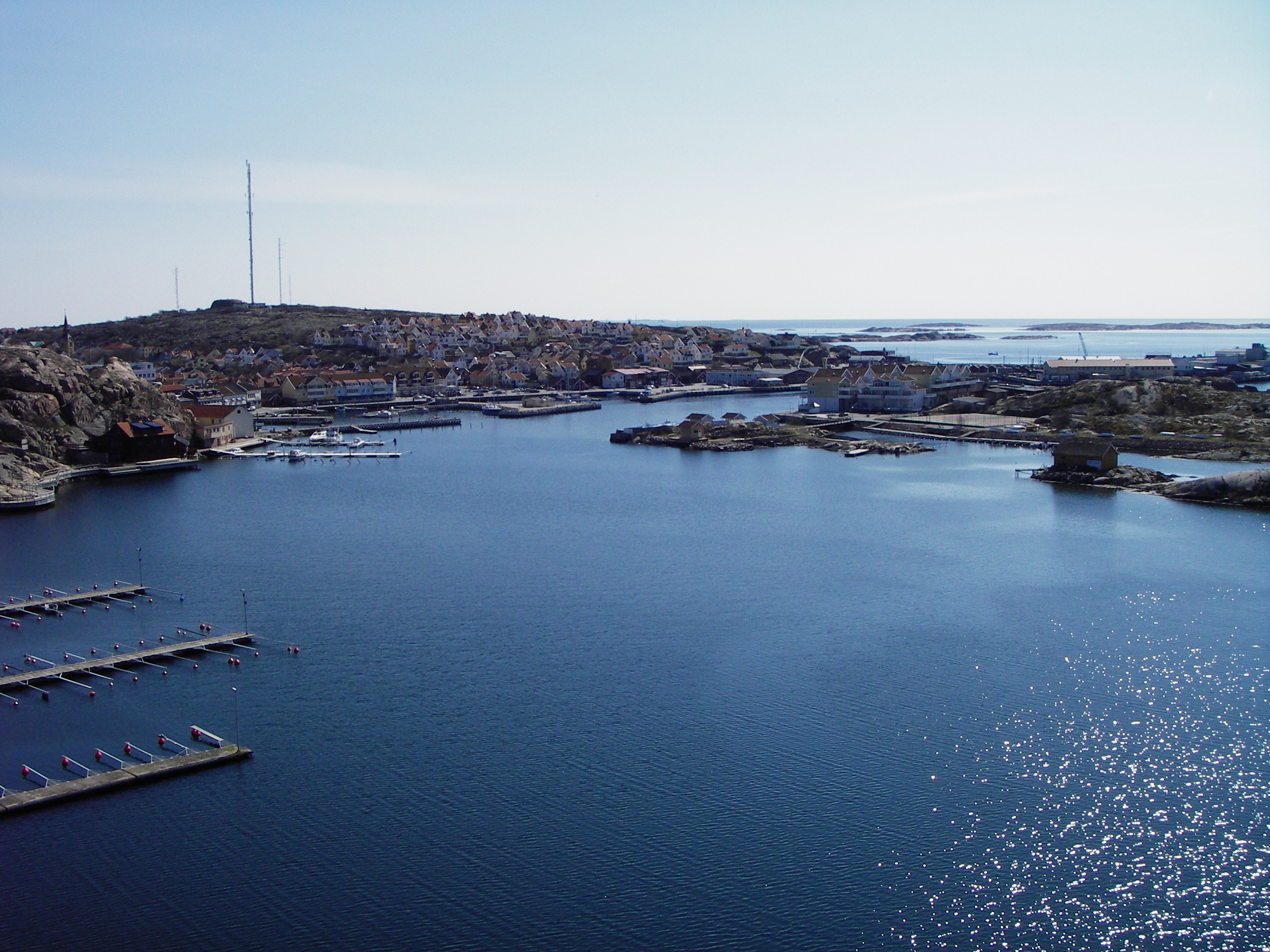
Teilansicht des Ortes

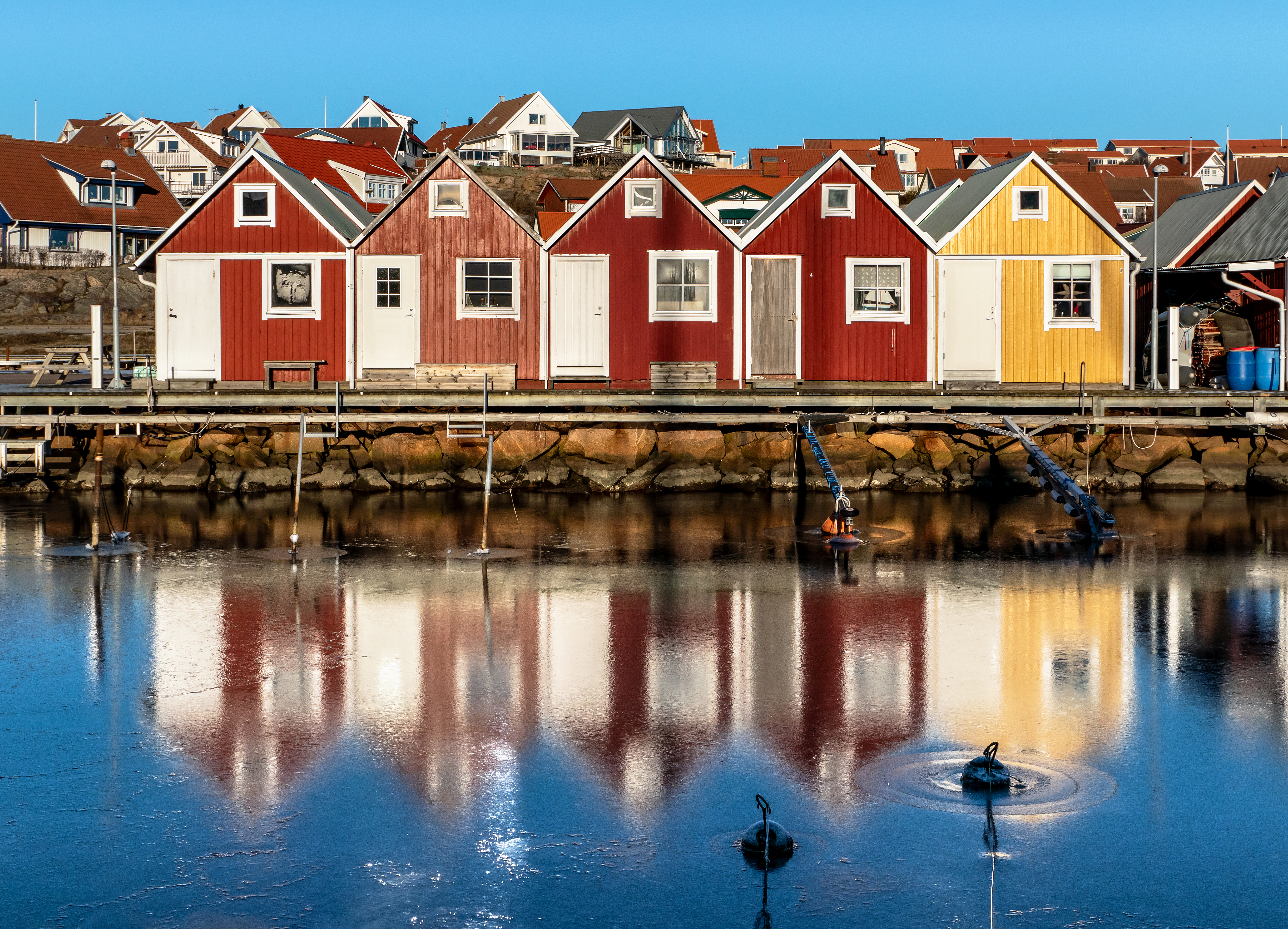
Fischerhäuser im Hafen von Fisketången in Kungshamn

Fischerei hat in Kungshamn die längste Tradition und war lange der einzige Wirtschaftszweig des Ortes. In der Mitte des 20. Jahrhunderts gab es mehr als 200 Berufsfischer in Gravarne und viele Personen waren damit beschäftigt, die ankommenden Fische zu verarbeiten. Noch 1953 wurden bei Auktionen über 10 Millionen Kilogramm Fisch angeboten. Danach ging die Fischerei rapide zurück, so dass heute nur noch wenige aktive Fischerboote übrig sind. Die Fischverarbeitung ist immer noch ein wichtiger Wirtschaftsfaktor, da viele der Unternehmen, die im 20. Jahrhundert gegründet wurden, weiterhin existieren. Zum Beispiel wurde 1927 eine Konservenfabrik eröffnet, die später in der Aktiengesellschaft Gebrüder Amel (heute besser bekannt als Abba Seafood) aufging. 1954 wurde in der Fabrik mit der Produktion des schwedenweit bekannten Kalles Kaviar begonnen.
2005 kaufte Abba das Unternehmen AB Hållöfisk, das schon 1946 mit der Verarbeitung von Garnelen und Krebsen begonnen hatte.

### Tourismus
Als die Fischerei zurückging, begann sich der Ort auf Tourismus zu konzentrieren. Anfänglich kamen die besser gestellten Personen aus Schwedens Großstädten, doch heute kommen die Besucher aus dem ganzen Land sowie aus dem Ausland. Von den ausländischen Besuchern bilden die Norweger die größte Gruppe, doch auch der Anteil von Dänen, Deutschen und Niederländern ist beachtlich. Lockend ist vor allem die Nähe zum Meer und viele Gäste legen mit ihrem Privatboot im Gasthafen an. Da die Landschaft bergig ist, gibt es fast keine Sandstrände. Deswegen wurden viele Stege angelegt, von denen das Wasser leicht zu erreichen ist.
Zeitweilig war Kungshamn ein Platz für jugendliche Partyurlauber, doch da die Gemeindeverwaltung weniger gute Erfahrungen mit diesen gemacht hat, wird heute mehr auf Familien mit Kleinkindern gesetzt.

## Persönlichkeiten
- Jan Olsson (1944–2023), Fußballspieler

### Bücher
- Claes Claesson / Nils Niklasson / Richard Holmström: Bohuslän. Allhems Förlag, Malmö 1956 (2. Aufl. 1963).
- Ted Knapp: Längs kusten i Bohuslän. Warne, Sävedalen 2005, ISBN 91-86425-84-6.

### Andere Quellen
- Kungshamn och Fisketången Die Geschichte von Kungshamn; Website des Fremdenverkehrsamtes in Sotenäs (schwedisch)
- Artikel der schwedischsprachigen Wikipedia vom 20. Oktober 2007